# エア・カナダ018便密航事件
エア・カナダ018便密航事件（エア・カナダ018びんみっこうじけん）は、2010年10月29日に、中国人の青年男性が、カナダ人の高齢男性を装い、エア・カナダの旅客機で香港からバンクーバーへの密航を試みた事件。

## 概要
2010年10月29日、香港国際空港から、カナダ・バンクーバー国際空港へのフライトを運航するエア・カナダ018便に、変装用のシリコンマスクを着用して白人高齢者に成りすました、中国人の20代男性が搭乗した。男性の当初の姿は、外見上明らかにシワが多く、典型的な老人であったという。また、香港国際空港の出国時も、男性は変装により顔は老けていたが、なぜか手足にはシワがなく若々しかったため、当初から客室乗務員は違和感を覚えたという。
018便が香港を飛び立ち、バンクーバーに向けフライトを続けている間、男性は頻繁に機内のトイレに行き来していた。その様子を心配した他の乗客は、客室乗務員とも相談したところ、老人が忽然と姿を消した。
シリコンマスクは熱気が篭るため、男性はトイレに行ってはマスクを外して息苦しさを解消していたが、熱さに耐えかねた青年男性は、マスクを外して共用スペースで過ごしていた。隣に座っている乗客が就寝しているのを見て自席に戻り就寝したところ、その様子を客室乗務員に目撃されたため、018便がバンクーバーに到着すると、機内に現地の入国管理局員が現れ、男性を入国管理法違反容疑で連行した。

## その後
密航未遂の罪に問われた男性は、香港を出国する際、偽造パスポートを使ったが、本来厳重であったはずのセキュリティの掻い潜り方に、エア・カナダの職員も驚いたという。シリコンマスクを着用するだけで全くの別人になれるという精巧さは、カナダ、そしてアメリカの連邦機関において、セキュリティを強化することが審議されることにもなった。
そして、男性が別人を装っていたにも関わらず、入国を許可してしまった香港国際空港の職員に対し、香港の裁判所は有罪判決を言い渡した。
男性は中国からカナダへの亡命を目的に搭乗した。逮捕後にカナダへの亡命申請を行い、これを受理された。